# 렌프루

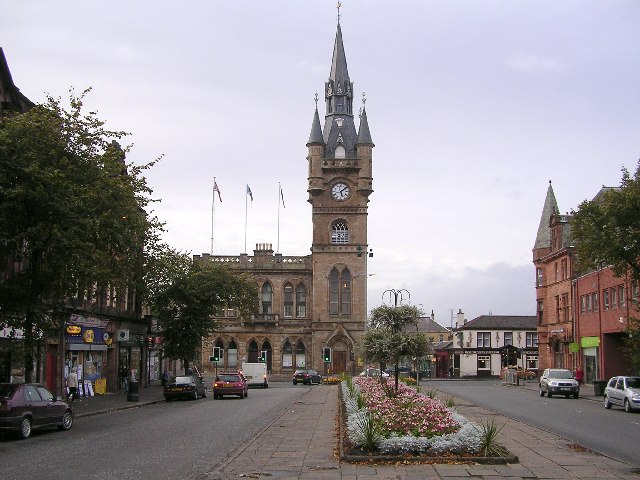

렌프루(영어: Renfrew, 스코틀랜드 게일어: Rinn Friù)는 영국 스코틀랜드 렌프루셔의 도시이다.